# Nansen-Insel (Franz-Josef-Land)
Die Nansen-Insel (russisch Остров Нансена, Ostrow Nansena) ist eine unbewohnte Insel des zu Russland gehörenden arktischen Franz-Josef-Lands.

## Geographie
Sie ist mit einer Fläche von 164 km² die größte einer Gruppe kleinerer eng beieinander liegender Inseln im Inneren des Archipels zwischen Markham-Sund und Allen-Young-Sund. Die Nansen-Insel ist 22 Kilometer lang und bis zu 12,5 Kilometer breit. An ihrer Südostspitze Kap Taylor erreicht sie eine Höhe von 372 Metern. Die Insel ist stark vergletschert, nur ihr flacher Nordwesten ist im Sommer eisfrei. Im Nordosten ist ihrer Küste die kleine, aber 255 Meter hohe Wilton-Insel vorgelagert. Im Südosten liegt hinter dem etwa 1,8 Kilometer breiten Hamilton-Sund die Pritchett-Insel, nördlich davon die Bromwich-Insel. Sechs Kilometer südlich der Nansen-Insel liegt das Eiland Jefferson-Insel im Allen-Young-Sund.

## Geschichte
Die Insel wurde von der Jackson-Harmsworth-Expedition 1896 entdeckt und grob kartiert. Frederick Jackson benannte sie nach Fridtjof Nansen, der Franz-Josef-Land nach seinem vergeblichen Versuch, den Nordpol zu erreichen, 1895/96 mit seinem Gefährten Fredrik Hjalmar Johansen von Nord nach Süd durchquert hatte. 1899 wurden die Nansen-Insel und ihre Umgebung von der Expedition Walter Wellmans genauer erforscht.